# Зиміно
Зи́міно (рос. Зимино) — присілок у складі Омутнінського району Кіровської області, Росія. Входить до складу Вятського сільського поселення.
Населення становить 119 осіб (2010, 221 у 2002).
Національний склад станом на 2002 рік — росіяни 97 %.